# Galium ostenianum
Galium ostenianum är en måreväxtart som först beskrevs av Paul Carpenter Standley, och fick sitt nu gällande namn av Lauramay Tinsley Dempster. Galium ostenianum ingår i släktet måror, och familjen måreväxter. Inga underarter finns listade i Catalogue of Life.